# Prunus itosakura
Prunus itosakura Siebold, 1830 è un arbusto della famiglia delle Rosacee diffusa in Giappone e Corea.

## Tassonomia

### Ibridi
- P. itosakura × P. incisa = Prunus × subhirtella Miq., 1865[2]
- P. itosakura × P. speciosa  = Prunus × yedoensis Matsum., 1901[3]